# Protaetia cuprea brancoi
Protaetia cuprea brancoi é uma subespécie de insetos coleópteros polífagos pertencente à família Cetoniidae.
A autoridade científica da subespécie é Baraud, tendo sido descrita no ano de 1992.
Trata-se de uma subespécie presente no território português.